# Centre Jean-Perrin
 (février 2017).
Le Centre Jean-Perrin est un des 20 centres de lutte contre le cancer (CLCC) de France, il se situe à Clermont-Ferrand et a été ouvert en 1973.
Le centre est dirigé par un conseil d'administration, avec pour directrice générale Frédérique Penault-Llorca.
Le nom du centre fait référence au physicien Jean Perrin, Prix Nobel de physique 1926.

## Chiffres
- Personnel :

Plus de 700 professionnels au service du patient
- Activité : 6700 patients hospitalisés par an
- Nombre de lits :

120 en hospitalisation complète
25 en hospitalisation de jour
15 en réanimation
1 IRM
2 Scanners TDM
2 Scanners TEP
5 Accélérateurs en radiothérapie
6 Blocs opératoires

## Direction du Centre
Directrice Générale : Pre Frédérique PENAULT-LLORCA
Directeur Général Adjoint : M. Raphaël ZINT
Directeur des Affaires Médicales : Pr Christophe POMEL
Directeur Scientifique : Pr Florent CACHIN